# Microphones in 2020
Microphones in 2020 è il quinto album in studio della band indie rock americana The Microphones, pubblicato il 7 agosto 2020.  È la prima uscita dei the Microphones in 17 anni, dopo Mount Eerie del 2003, e comprende una singola canzone di 44 minuti. L'uscita segue il ritorno del musicista Phil Elverum ai microfoni come progetto musicale nel 2019, che ha preso la forma di un'esibizione dal vivo nella sua città natale di Anacortes, Washington.
Pitchfork ha classificato l'album alla posizione n.38 nella sua lista "The best 50 album of 2020".

## Tracce
1. "Microphones in 2020" – 44:44